# Geobalanus
Geobalanus é um género de plantas com flores pertencentes à família Chrysobalanaceae.
A sua distribuição nativa é o sudeste dos EUA, e do México ocidental até à América Central.
Espécies:
- Geobalanus oblongifolius (Michx.) Small
- Geobalanus retifolius (S.F.Blake) Sothers & Prance
- Geobalanus riverae (Prance) Sothers & Prance